# Flugplatz Ángel Adami

i7
i11
i13
Der Aeropuerto Internacional Angel Adami (IATA-Flughafencode: nicht vorhanden – ICAO-Flughafencode: SUAA) ist ein Flugplatz in Uruguay.
Der Flugplatz Angel Adami liegt im Süden Uruguays nordwestlich von Montevideo im gleichnamigen Departamento und ist der einzige Flugplatz des Departamentos. Er befindet sich nahe der westlich des Flugplatzes verlaufenden Ruta 5.
Der Flugplatz verfügt mit der Bahn „18/36“ lediglich über eine einzige Start- und Landebahn, die jedoch durchaus dafür ausgelegt ist, auch größeren Flugzeugen, wie beispielsweise den von der uruguayischen Luftwaffe verwendeten Maschinen des Typs C-130 Hercules, die Landung zu ermöglichen. Dennoch entwickelte sich der Flugplatz in den letzten Jahrzehnten zu einem Zentrum für kleine und mittlere Flugzeuge.
Der insbesondere von in- und ausländischen Unternehmen, Sprühflugzeug-Unternehmen, Luftfahrtclubs sowie der uruguayischen Luftwaffe genutzte Flugplatz verzeichnete im Jahr 1999 rund 63.000 Flugbewegungen pro Jahr, was durchschnittlich 172 Flügen pro Tag entsprach.

## Sonstiges
Im November 2011 fanden sich weit mehr als 15.000 Besucher zu einem seitens der Fuerza Aérea Uruguaya zugunsten der Fundación Cesáreo Berisso ausgerichteten Luftfahrt-Festival (Festival Aéreo) auf dem Flugplatzgelände ein.